# Chapter 24
A Pink Floyd Chapter 24 című dala 1967. augusztus 5-én jelent meg a zenekar The Piper at the Gates of Dawn című bemutatkozó albumán. A dalhoz Syd Barrett a kínai Ji King (Változások Könyve) 24. fejezetéből vette az ihletet. A fejezet címe 復 (fù), ami változást jelent.

## Idézet
A Chapter 24 a Ji Kingből van, volt valaki körülöttünk, akit nagyon érdekelt, a szövege legnagyobb részét szó szerint vettem át. Eleinte nem sokat jelentett nekem, de három vagy négy hónap múlva kezdett fontossá válni.

## Közreműködők
- Syd Barrett – ének, gitár
- Richard Wright – billentyűs hangszerek
- Roger Waters – basszusgitár
- Nick Mason – dob, ütőhangszerek
- Peter Brown – hangmérnök
- Norman Smith – producer